# Melissa Brown
Melissa Brown (11 april 1968) is een voormalig tennisspeelster uit de Verenigde Staten van Amerika.
Brown kwam uit een tennisfamilie, haar vader was de coach van het tennisteam van de New York University, en ook haar moeder speelde tennis op een serieus niveau. Haar broer Derek was een goede junior. Melissa blonk ook uit in voetbal en basketbal, maar brak door als tennisspeelster.
In 1982 was ze USTA National Junior Champion bij de 14-jarigen.
In 1984 bereikte zij de kwartfinale van Roland Garros, haar eerste grandslamtoernooi, en tevens haar beste resultaat. 
In het damesdubbel speelde ze nooit grandslams, wel kwam ze in het gemengd dubbel uit in 1984 op Roland Garros en de US Open.